# Campeonato de los Cuatro Continentes de Patinaje Artístico sobre Hielo de 2005
El VII Campeonato de los Cuatro Continentes de Patinaje Artístico sobre Hielo se realizó en Gangneung (Corea del Sur) entre el 14 y el 20 de febrero de 2005. Fue organizado por la Unión Internacional de Patinaje sobre Hielo (ISU) y la Unión Coreana de Patinaje sobre Hielo.
Las competiciones se efectuaron en el Centro de Hielo de Gangneung. Participaron en total 102 patinadores de 13 países.

## Resultados

### Masculino
| Puesto | Nombre            | País           | Puntos |
| ------ | ----------------- | -------------- | ------ |
| Oro    | Evan Lysacek      | Estados Unidos | 196,39 |
| Plata  | Chengjiang Li     | China          | 194,09 |
| Bronce | Daisuke Takahashi | Japón          | 192,29 |

### Femenino
| Puesto | Nombre        | País           | Puntos |
| ------ | ------------- | -------------- | ------ |
| Oro    | Fumie Suguri  | Japón          | 178,66 |
| Plata  | Yoshie Onda   | Japón          | 166,80 |
| Bronce | Jennifer Kirk | Estados Unidos | 148,06 |

### Parejas
| Puesto | Nombre                           | País           | Puntos |
| ------ | -------------------------------- | -------------- | ------ |
| Oro    | Dan Zhang / Hao Zhang            | China          | 181,61 |
| Plata  | Qing Pang / Jian Tong            | China          | 177,80 |
| Bronce | Kathryn Orscher / Garrett Lucash | Estados Unidos | 153,05 |

### Danza en hielo
| Puesto | Nombre                           | País           | Puntos |
| ------ | -------------------------------- | -------------- | ------ |
| Oro    | Tanith Belbin / Benjamin Agosto  | Estados Unidos | 219,29 |
| Plata  | Melissa Gregory / Denis Petukhov | Estados Unidos | 183,97 |
| Bronce | Lydia Manon / Ryan O’Meara       | Estados Unidos | 171,65 |

## Medallero
| Núm. | País           | Oro | Plata | Bronce | Total |
| ---- | -------------- | --- | ----- | ------ | ----- |
| 1    | Estados Unidos | 2   | 1     | 3      | 6     |
| 2    | China          | 1   | 2     | 0      | 3     |
| 3    | Japón          | 1   | 1     | 1      | 3     |

- Datos: Q786590
- Multimedia: 2005 Four Continents Figure Skating Championships / Q786590